# سابولش سيكيلي
سابولش سيكيلي (بالرومانية: Szabolcs Székely)‏ هو لاعب كرة قدم روماني في مركز الهجوم، ولد في 29 يونيو 1985 في أيو ‏ في رومانيا. لعب مع أونيريا أورزيتشيني ويو تي أي أراد.

## وصلات خارجية
- سابولش سيكيلي على موقع قاعدة بيانات كرة القدم.إي يو (الإنجليزية)
- سابولش سيكيلي على موقع Soccerway.com (الإنجليزية)